# Francisco Elizalde García
José Francisco Elizalde García (Zamora, Michoacán, 23 de septiembre de 1923-Zamora, Michoacán, 1 de febrero de 2014) fue un destacado poeta, historiador, locutor, periodista y maestro mexicano. Es ampliamente reconocido por su obra literaria, en especial su poema El rebozo, y por su papel como cronista de la ciudad de Zamora. En 2013, recibió el Premio Estatal de las Artes Eréndira por su trayectoria en la literatura.

## Biografía
Francisco Elizalde García nació el 23 de septiembre de 1923 en Zamora, Michoacán. Hijo de Miguel Elizalde Martínez y María Soledad García Mosqueda, estudió Humanidades en el Seminario Diocesano de Zamora y se formó como maestro en el Instituto de Capacitación del Magisterio de Morelia.
Comenzó su carrera docente en 1940 y en 1942 ingresó a la radio como locutor y promotor cultural. Fue director de la estación XEZM en Zamora y colaboró en la preservación de la cultura local mediante sus programas radiofónicos y su trabajo como cronista oficial.

### Carrera literaria
Francisco Elizalde fue un prolífico escritor, conocido principalmente por su poema El rebozo, una obra que exalta las tradiciones michoacanas. Entre sus otras obras notables se incluyen Los ángeles de la muerte y El viento en la llanura. Además, creó numerosos escudos heráldicos para distintos municipios de Michoacán. Su poesía ha sido traducida a varios idiomas y ha sido objeto de estudio en diversas universidades.

### Reconocimientos
En 2013, Francisco Elizalde García recibió el Premio Estatal de las Artes Eréndira por su trayectoria literaria. Además, fue conocido por donar la estatua de "El Pregonero", en honor a los periodistas de Zamora, que fue instalada en el Jardín de la Comunicación en 1996.

## Muerte
Francisco Elizalde falleció el 1 de febrero de 2014 en su casa en Zamora, a los 90 años de edad. En su última entrevista, expresó su deseo de que su legado poético perdure entre las generaciones jóvenes.

## Obras destacadas
- El viento en la llanura
- La memoria de los árboles
- El rebozo
- Historias y leyendas zamoranas
- Se busca una camisa
- Los ángeles de la muerte
- Tata Lázaro